# Hembsen
Hembsen ist mit rund 900 Einwohnern der größte zur Stadt Brakel (Nordrhein-Westfalen) zählende Ortsteil.

## Lage
Die im Nethegau gelegene Ortschaft liegt am östlichen Zipfel des Gemeindegebiets. Waldreiche Höhenzüge wie der Imberg im Nordosten, der Uhlenberg mit dem Hembser Berg im Norden, der Südwesten das Ostheimerfeld  mit dem Ortberg Richtung Erkeln prägen das Landschaftsgebiet. Das Dorf liegt unmittelbar am Fluss Nethe und teilt sich in das Oberdorf und die neuere Siedlung „Im Märsch“. 1989 bekam der Ort eine Umgehungsstraße der B 64, deren Verkehr vorher direkt durch den Ort lief.
Die Ostgrenze zum Ort Ottbergen ist auch gleichzeitig Grenze zwischen den Stadtgebieten Brakel und Höxter und ebenfalls zwischen den Bistümern Paderborn und Corvey. Der Patron der Gemeinde ist St. Johannes Baptist, um dessen Gedenktag das alljährliche Schützenfest gefeiert wird. Bildungseinrichtungen in Hembsen sind die städtische Kindertageseinrichtung "Nethespatzen" Hembsen sowie der Teilstandort Hembsen der Städtischen Gemeinschaftsgrundschule Brakel.

## Geschichte
Ab etwa 800 n. Chr. wurde Hembsen erstmals erwähnt. Der Ritter Bruns gab der Kirche zu Paderborn seine Güter in Betanum und Waldenstidi, wofür ihm der Bischof die Güter in Boffesum und Hemedesun auf Lebenszeit als Lehen gab. 1036 wird Hembsen urkundlich als Hemadasson erwähnt. Es war Vorwerk des kaiserlichen Haupthofes in Herstelle. Inhaber von Herstelle war der Bischof Meinwerk von Paderborn. Neben Hembsen zählten unter anderem Brakel, Deisel, Würgassen und Boffzen zu den Vorwerken.
Hembsen gehörte bis zu den Napoleonischen Kriegen zur Gografschaft Brakel im Hochstift Paderborn. Im Königreich Westphalen bildete Hembsen von 1807 bis 1813 eine Gemeinde im Kanton Brakel des Distrikts Höxter im Departement der Fulda und fiel dann wieder an Preußen. 1816 kam die Gemeinde zum neuen Kreis Brakel und 1832 zum Kreis Höxter, in dem sie zum Amt Brakel gehörte. Am 1. Januar 1970 wurde Hembsen durch das Gesetz zur Neugliederung des Kreises Höxter in die Stadt Brakel eingegliedert.

## Schloss Hembsen
Die Geschichte der Gutsanlage reicht zurück bis ins 14. Jahrhundert. 1750 wurde ein neues Herrenhaus in der Hofanlage erbaut, dieses und die Wirtschaftsgebäude wurden 1843 erneuert und 1910 überarbeitet. Das Schloss besteht in seiner jetzigen Grundform seit 1843. Die Anlage stellte ursprünglich eine Wasserburg der Herren von der Asseburg dar. Später kam sie in den Besitz der Familie Flörken aus Brakel. Durch die Heirat von Anges Sophie Stricker geb. Flörken mit Karl Ferdinand Gunst 1833 kam das Gut an die Familie Gunst aus dem Raum Fritzlar (Gut Beller).  Franz Gunst war kgl. preuß. Ökonomierat, Saatgutzüchter und Aufsichtsratsvorsitzender der Zuckerfabrik Brakel. Nachdem der Sohn Harald Gunst 1942 in Russland gefallen war, übernahmen 1942 die Tochter Valerie Antoinette und deren Ehemann Jürgen von Kempski Racoszyn den Besitz, auf diese folgte 1964 der Sohn Harald von Kempski. Um 1972 wurden die Ländereien an die Siedlungsgesellschaft verkauft und 2016 das Schloss mit Hof und Wald an die Kulturstiftung Schröder (Manfred und Helga Schröder), die im Kloster Neuenheerse die Vereinigten Museen Wasserschloss Neuenheerse betreibt.

## Verkehr
Hembsen liegt an der B64 zwischen Paderborn und Höxter.
Die Bahnstrecke Altenbeken–Kreiensen führt an Hembsen vorbei. Der Bahnhaltepunkt Hembsen ist nicht mehr in Betrieb. Nächste Bahnhöfe sind in Brakel oder Ottbergen.

## Vereine
Die Fußballmannschaften des TuS 13 Hembsen haben eine Spielgemeinschaft mit dem TuS Erkeln und spielen in den Kreisligen B und C. Neben der Feuerwehr-Löschgruppe Hembsen gibt es einen Spielmannszug und einen Musikzug, die beide ebenfalls der Freiwilligen Feuerwehr Brakel angehören. Auf dem „Holzberg“ befindet sich das Flugfeld der Modellfluggesellschaft Hembsen. 1989 wurde zudem ein Tennisverein TC 89 Nethegau begründet und ein Tennisplatz errichtet. Von 2004 bis 2016 besteht auch eine KLJB-Jugendgruppe in Hembsen. Weitere Vereine sind der Handwerker- und Bürgerverein, der Taubenverein und die kfd. Der Verein mit der längsten Tradition in der Gemeinde ist die St. Johannes Schützengesellschaft Hembsen von 1590 e. V., deren 400-jähriges Bestehen 1990 gefeiert wurde. Der jüngste Verein ist der Hembser Kulturverein e. V., der am 4. September 2021 zum ersten Mal das "Kraut und Rüben-Musikfestival" in Hembsen ausgerichtet hat.